# 海拉斯和宁芙水仙们
海拉斯和宁芙水仙们（英語：Hylas and the Nymphs）或「许拉斯和水仙們」，是约翰·威廉·沃特豪斯于1896年创作的一幅油画。这幅画基於奥维德及許多古希臘作家所述，描繪了悲剧青年海拉斯传说中的一个瞬間。画中，海拉斯在寻找水源时被那伊阿得斯（雌性寧芙水仙）绑架。該画作现在曼彻斯特美术馆展出。

## 內容
該畫作展現的是古希腊神話《Jason and the Argonauts》中的场景，畫中黑色短发的青年海拉斯被水仙女引诱，跪在左侧岸边，身着蓝色帷幔，腰系红色腰带，左手拿着水壶。他向水中的一位裸体仙女靠拢，仙女紧紧抓住他的手臂，握住他的手腕和手肘。她周围还有六个幾乎與她一模一样的裸體仙女。她们乌黑的长发上缠绕着白色和黄色的花朵，正在水中凝视着他。其中一个仙女拨弄他的外衣，另一個仙女则用手掌捧出一些珍珠。黝黑的水面上布满了荷叶和花朵，植物之间的缝隙显露出半透明的水面，露出水下的荷花茎，仙女们白皙的上半身也一目了然。画面是俯瞰視角：上方無法看到天空，只有褐色的树根和水边深绿色的树叶。海拉斯的脸部轮廓被阴影遮挡，几乎看不清，但仙女们凝视着他的脸却清晰可见。且海拉斯的位置也使观众将注意力集中在水中的仙女身上，亦没有提及他与伴侶赫拉克勒斯的关系，更强调了这幅画的叙事不是关于海拉斯的经历，而是关于仙女。

### 海拉斯傳說
海拉斯是德律俄珀斯國國王狄奧達瑪斯的儿子。赫拉克勒斯杀死了國王，大臣投降，王子被俘。赫拉克勒斯愛上了王子海拉斯並讓他成為自己的同伴。他们一起登上阿尔戈号寻找金羊毛，成爲了阿爾戈英雄。在途中，海拉斯被派去寻找水源。他发现了一个被那伊阿得斯占据的池塘，那伊阿得斯把他引到水中後便失蹤。赫拉克勒斯來到此處找了許久也沒能找到他，其他的阿爾戈英雄也先乘船離開了，海拉斯便從此消失。

## 作畫背景
自1850年代以来，如何提高英国艺术和设计的质量一直是人们关注的问题。大英帝国的版图已扩展到新大陆，但以古希腊和古罗马文化为基础的古典美仍被视为严肃艺术的典范。
此時，对美的追求成爲了人們逃避英国工业化大生产的方法。艺术家和设计师们不仅将目光投向了古代世界，还从文艺复兴时期的意大利、中东和远东艺术中获得了愉悦和灵感。这里的许多画作都以美女为主题。
通常，畫中的女性角色是一个被动的、装饰性的形象，她們常被畫家描繪爲阴郁、致命的，亦是诱惑、欺骗和毁灭的象征。這些「致命的女人」形象可能反映了维多利亚时代晚期男性的恐惧，当时女性正在争取平等权利和新的角色。对色彩、和谐与节奏的强调以及对物品形式的简化将成为 20 世纪的主要关注点。在這幅作品中，我们可以看到这些元素的出现。

## 影響
海拉斯是19世纪到20世纪初英国艺术家经常创作的主题，威廉·埃蒂與亨丽埃塔·雷亨丽埃塔·雷分別於1833年和1910年都曾创作过此类作品。沃特豪斯本人早期的作品也是如此。沃特豪斯还绘制了希腊传说中的其他悲剧青年，如《回聲與水仙》中的水仙（1903年作，現藏于利物浦沃克美术馆）。

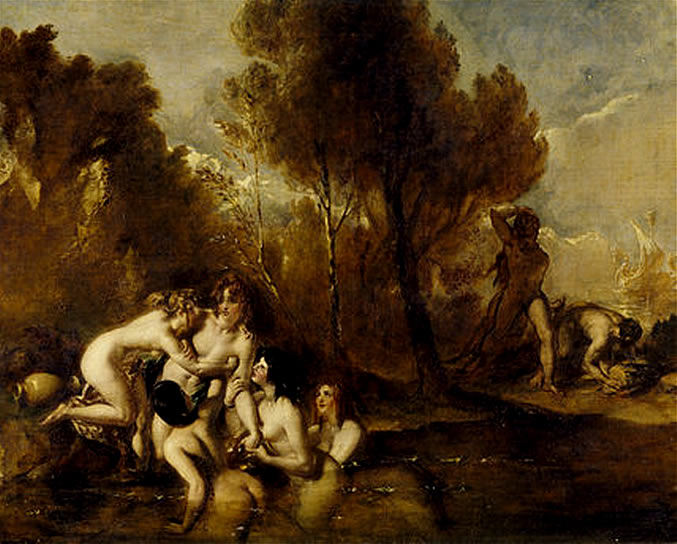
威廉·埃蒂，《年轻的海拉斯与寧芙水仙》，1833年
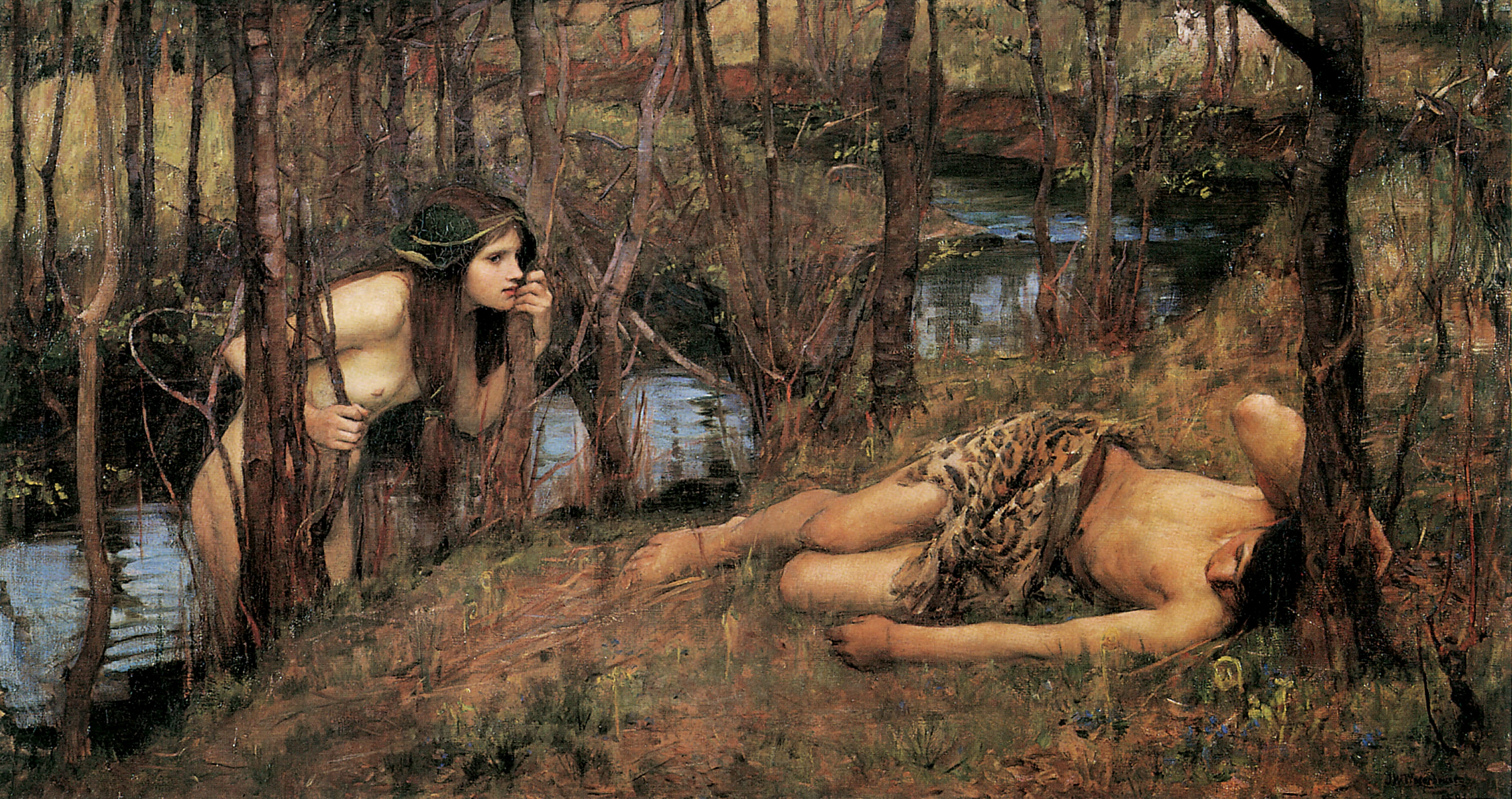
沃特豪斯，《那伊阿得斯》1893年
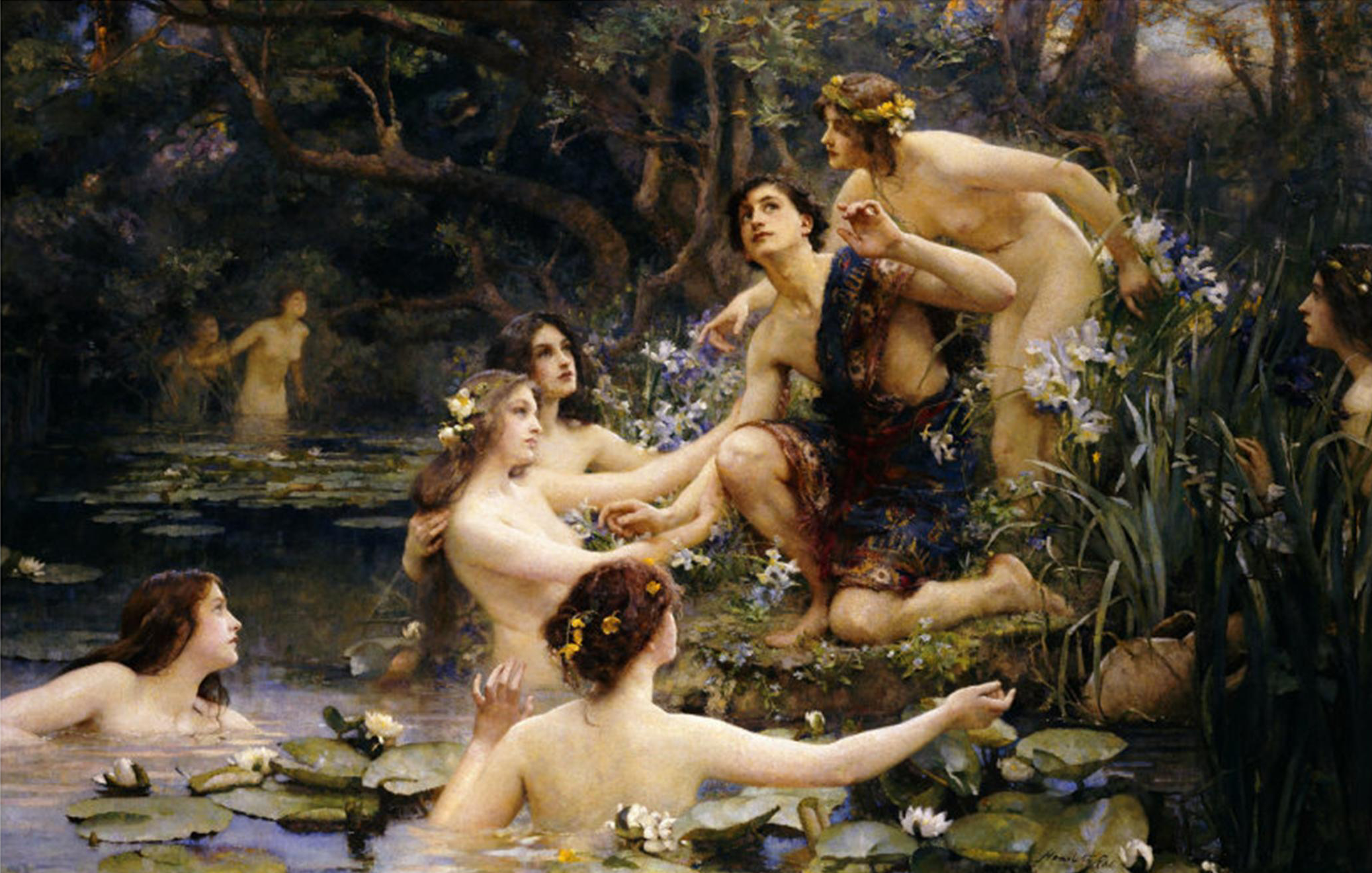
亨丽埃塔·雷，《希拉斯与水仙女》，1910年

1896年，曼彻斯特艺术画廊购得該画，並在1897年的皇家学院夏季画展上展出。
2018年1月，曼徹斯特美術館馆长克莱尔·甘纳维（Clare Gannaway）根據畫廊工作人員與藝術家索尼婭·博伊斯)的共同決定，暂时将这幅画从公开展览中撤下。馆长表示，这一决定是受到近期反对物化和剥削女性运动的影响，如MeToo运动和总统俱乐部争议(英文：Presidents Club)。她否认移除画作构成了任何形式的审查，並称 "我们希望将此视为一个过程的开始，而非终点"。撤展後留下了一張公告聲明和空白的區塊做為留言板，並向参观者提供了便利贴，以表达自己的观点。同时，礼品店中該画作的明信片也被移除。
这一决定引起了强烈反響。人們在臉書上留言「我覺得非常不舒服，英國美術館似乎在利用性騷擾醜聞的焦點，設計了一個廣告噱頭！」、「請停止說謊！這件作品明明就被女權主義拿來審視！為什麼要把藝術品跟性侵犯連結起來？」、「策展人應該被解雇！藝術不適合拿來反映現代社會議題」。
一周后，曼彻斯特市政厅責令恢復該畫作展出。隨後，《海拉斯和宁芙水仙们》被美術館重新展出。